# Aksana (luchadora)
Živilė Raudonienė (29 de abril de 1982) es una luchadora profesional, modelo de fitness y fisicoculturista lituana. Es conocida por haber trabajado para la empresa WWE bajo el nombre Aksana.
Entre sus logros están el Reina de FCW y ganó el Campeonato de Divas de FCW, convirtiéndose en la primera luchadora en la historia en tener ambos títulos simultáneamente.

## Primeros años
Aksana nació en Alytus, Lituania, y se crio en el seno de una familia pequeña. Antes de convertirse en una Diva de la WWE, compitió en las citas más importantes del fitness mundial, incluyendo una victoria en el Arnold Classic 2009.

## Carrera

### World Wrestling Entertainment / WWE (2009–2014)

#### Territorios de desarrollo (2009–2010)
El 5 de octubre de 2009, se informó de que Raudonienė había firmado un contrato con la World Wrestling Entertainment y fue enviada a su desarrollo de entrenamiento Florida Championship Wrestling. Raudonienė hizo su debut en FCW bajo el nombre de Olga en un house show reciente en un concurso de Divas Halloween Costume. Su nombre en el ring poco después pasó a Aksana, y empezó a ser mánager de Eli Cottonwood. Ella hizo su debut en el ring en un house show de FCW el 15 de enero de 2010, cuando formó equipo con AJ Lee, Savannah y Eve Torres para derrotar a Serena, Naomi Night, Courtney Taylor, y Liviana. Ella hizo su debut individual en el ring en marzo de 2010, perdiendo contra Naomi Night. Cuando se anunció que habría una creación del Campeonato de Divas FCW, Aksana participó en un torneo para determinar a la primera campeona, pero fue derrotada en la primera ronda contra Serena. El 3 de febrero de 2011 Aksana ganó el título de Reina de la FCW tras derrotar a Rosa Mendes y el 7 de abril, derrotó a A.J. Lee, ganando el Campeonato de Divas de la FCW, siendo la segunda mujer en poseer ambos campeonatos y la primera en tenerlos a la vez. El 1 de septiembre, perdió el Campeonato de Divas ante Audrey Marie y el 17 de noviembre, el título de Reina de la FCW ante Raquel Díaz.
El 31 de agosto se anunció que Aksana sería parte de la tercera temporada de NXT, con Goldust como su mentor. Ella apareció en el primer episodio de la temporada el 7 de septiembre, como face, cuando hizo equipo con Goldust y fueron derrotados por AJ y Primo en un combate tag team mixto. La semana siguiente, perdió contra Jamie en un combate individual. En el episodio del 21 de septiembre de NXT, Aksana comenzó un storyline en la que estaba teniendo problemas con su visado (recordar que es de Lituania) y se que enfrentan la deportación de los Estados Unidos. En el episodio 5 de octubre de NXT, Aksana ganó un desafío por primera vez al ganar el concurso de toro mecánico, antes de derrotar a Maxine en un combate individual. La semana siguiente, en el 12 de octubre episodio de NXT, Goldust le propone matrimonio a Aksana para que pudiera permanecer en los Estados Unidos, y ella aceptó. El 24 de octubre en Bragging Rights acompañó a Goldust en su lucha contra Ted DiBiase en la que salió derrotado, durante la lucha atacó a Maryse. El 26 de octubre en NXT formó equipo con Goldust derrotando a Maryse y Ted DiBiase. En la edición de NXT del 2 de noviembre se casó con Goldust pero al finalizar la boda ella lo abofeteó y salió del ring hacia backstage, cambiando a Tweener. Al día siguiente le robo el Campeonato de Million De Dólares a Ted DiBiase. Sin embargo días después en RAW le devolvió el Campeonato a DiBiase con la ayuda de Dusty Rhodes y Kelly Kelly. El 17 de noviembre fue eliminada de NXT, siendo la tercera NXT Rookie en ser eliminada, regresando a su territorio de desarrollo Florida Championship Wrestling.

#### 2011–2012

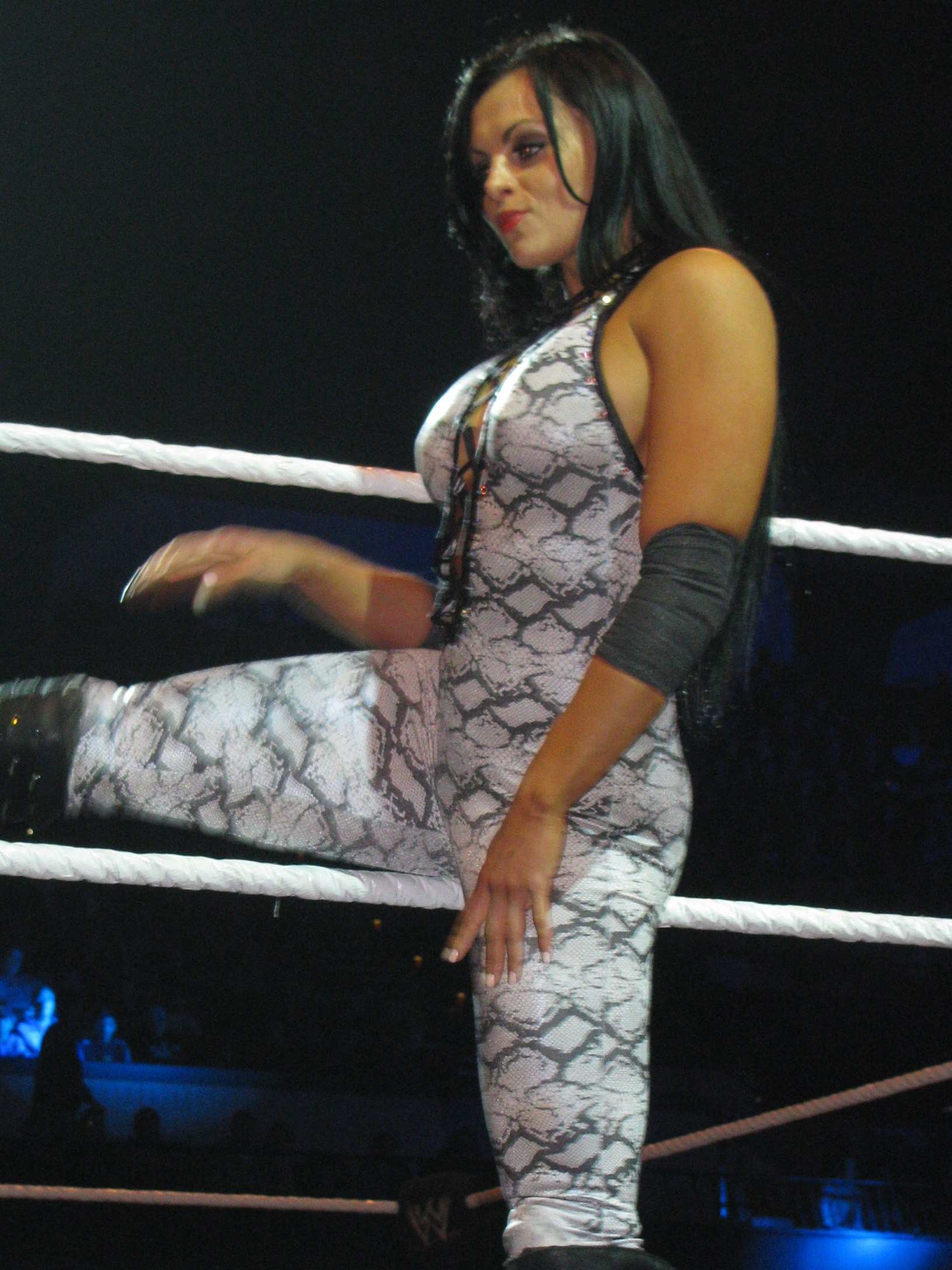
Aksana en julio de 2013.

El 5 de agosto del 2011 hizo su regreso en un segmento de backstage junto con Theodore Long. El 9 de agosto (transmitido el 12 de agosto) durante las grabaciones de SmackDown! estuvo en un segmento del programa junto con Theodore Long, Ted DiBiase, Zack Ryder y Cody Rhodes tomando su personaje en modo gótico. El 30 de agosto, en SmackDown!, actuó como anunciadora en la pelea de divas en pareja entre Kelly Kelly y Alicia Fox contra Natalya y Beth Phoenix. El 31 de octubre en Raw tuvo su primer combate participando en un Halloween Diva Battle Royal para ser contendiente #1 al Campeonato de Divas de la WWE, pero fue eliminada por The Bella Twins.
Aksana tuvo su primer combate individual el 3 de enero de 2012 en Smackdown como face derrotando a Natalya. Después de la lucha fue atacada por Natalya pero rápidamente fue salvada por Tamina. Después de esto comenzó una relación amorosa con Theodore Long. El 20 de febrero en Raw luchó junto con Kelly Kelly  en contra de The Bella Twins pero fueron derrotadas. El 5 de marzo intervino junto con Theodore Long & Kofi Kingston en la lucha entre Santino Marella y Jack Swagger en la que estaba en juego el Campeonato de los Estados Unidos de la WWE. En la edición del 9 de marzo de SmackDown acompañó a Theodore Long en su lucha en contra de John Laurinaitis en la que si Long perdía Aksana tendría que enfrentarse a Kane. Durante la lucha Kane intento atacarla pero fue salvada por Randy Orton. El 19 de marzo en RAW acompañó a Kofi Kingston & R-Truth en su lucha en contra de Jack Swagger & Dolph Ziggler en donde Kingston y R-Truth salieron derrotados. Después de la lucha atacó a Vickie Guerrero quien había intervenido constantemente en la lucha. En WrestleMania XXVIII acompañó al Team Teddy en contra del Team Laurinaitis en la que su equipo salió derrotado. El 20 de abril en SmackDown, Aksana se convirtió en mánager de Antonio Cesaro, dejando a Theodore Long y cambiando a heel. El 23 de abril en Raw fue leñadora en la lucha por el campeonato de las Divas entre Nikki Bella y Beth Phoenix. El 25 de junio en Raw participó en el Divas Summer Time Battle Royal pero fue eliminada, saliendo ganadora AJ Lee. El 4 de julio en el especial de Smackdown The Great American Bash hizo equipo con Antonio Cesaro para enfrentar a The Great Khali y la Campeona de las Divas Layla saliendo derrotado el equipo de Aksana, además este fue su primer combate como heel. En SummerSlam acompañó a Cesaro a su lucha contra Santino Marella, donde ganó el  Campeonato de los Estados Unidos. El 20 de agosto en RAW participó en un Diva Battle Royal para ser conteniente #1 al Campeonato de las Divas de la WWE. Sin embargo no logró ganar por autoeliminarse junto Rosa Mendes.
Tras esto pasó el resto del tiempo como valet de Cesaro. El 21 de septiembre en SmackDown, terminó su relación con Antonio Cesaro después de que perdiera por su culpa en un combate no titular ante Santino Marella. El 25 de octubre se descubrió que fue Aksana quien atacó a Kaitlyn en Night Of Champions, confesando que fue ella quien la atacó pero por pedido de Eve Torres. Tras esto, tuvo varios combates junto con Eve en contra de Kaitlyn y Layla. En  Survivor Series Aksana trató de atacar a Kaitlyn antes de su lucha contra Eve, pero no logró. En el Pre-Show de TLC participó en un Santa's Little Helper Battle Royal para ser contendiente #1 al título de las Divas de Eve Torres, pero no logró ganar siendo eliminada por Layla.

#### 2013–2014
El 22 de abril en Raw participó en un Diva Battle Royal para ser la aspirante #1 al Campeonato de Divas, pero no logró ganar siendo eliminada por Layla. A lo largo de los meses de mayo a octubre tuvo una serie de combates tanto en los programas semanales de Raw y SmackDown, como en WWE Superstars y WWE Main Event. En septiembre hizo varias veces equipo con Alicia Fox, AJ Lee y Layla para enfrentarse a las Total Divas. El 18 de noviembre en Raw Country participó en un juego de sillas musicales de Divas, esto terminaría en una pelea entre las True Divas y Total Divas, comenzando una rivalidad entre ambas. En Survivor Series, Aksana tomó parte del Traditional Survivor Series Elimination Match contra el elenco de Total Divas, donde logró eliminar a Nikki Bella, pero fue eliminada por Brie Bella. En la revancha del 25 de noviembre en Raw, su equipo volvió a ser derrotado.

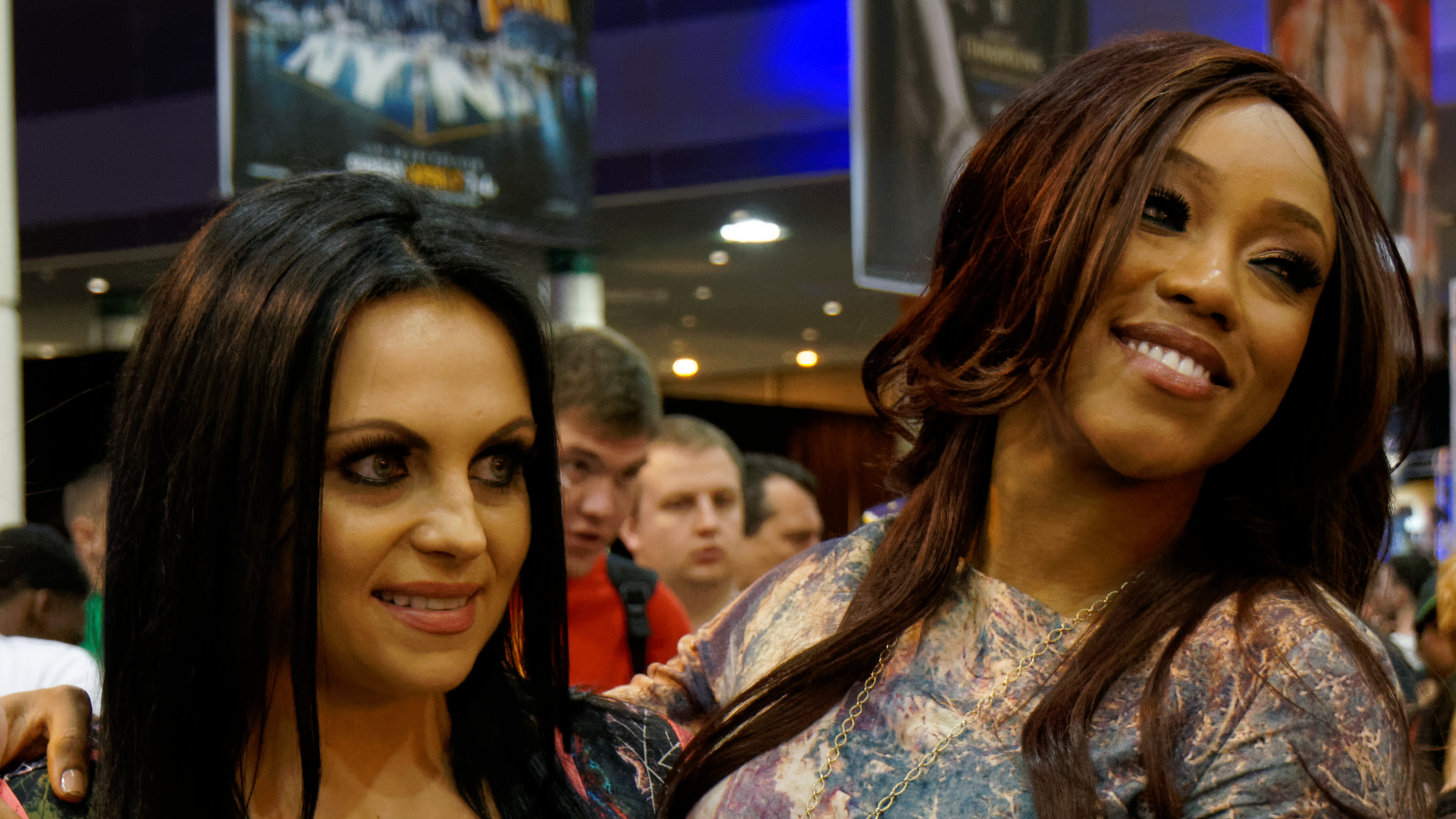
Foxsana (Aksana, izquierda y Alicia Fox, a la derecha) en abril de 2014.

Aksana cubrió a The Bella Twins en dos ocasiones; a Nikki en el episodio del 30 de diciembre de Raw en una lucha de equipos de Divas tras una distracción de Rosa Mendes y a Brie en otra lucha de equipos en el episodio del 6 de enero de 2014 de Raw. Aksana y Fox comenzaron a ser conocidas como «Foxsana» a partir del episodio del 22 de enero de Main Event, donde perdieron a The Bella Twins. En el episodio el 26 de febrero de Main Event, Foxsana derrotó a Eva Marie & Natalya cuando Aksana cubrió a Natalya después de una falta de comunicación entre Marie y Natalya.
Aksana realizó un desafío sin éxito por el Campeonato de Divas en WrestleMania XXX en el Vickie Guerrero Divas Championship Invitational, que fue ganado por la campeona AJ Lee. El 16 de abril, en Main Event, participaría en un battle royal por ser la contendiente #1 al WWE Divas Championship, pero fue ganado por Tamina. Luego tuvo varios combates contra Paige, siendo derrotada. En el episodio del 2 de junio de Raw, Foxsana derrotó a Nikki Bella en un handicap match cuando Fox cubrió a Nikki. Después de una derrota ante Paige en el episodio del 9 de junio de Raw, Fox atacó a Aksana, convirtiendo a Aksana en face en el proceso, así como provocando un feudo entre las dos.
El 12 de junio de 2014, WWE anunció que Aksana había sido liberada de su contrato, junto con otros diez talentos. Su última lucha fue transmitida en el episodio del 13 de junio de SmackDown, donde perdió ante Fox.

## Campeonatos y logros
- Florida Championship Wrestling
  - FCW Divas Championship (1 vez)
  - Queen of FCW (1 vez)
- Wrestling Observer Newsletter
  - Peor lucha del año (2013) con AJ Lee, Alicia Fox, Kaitlyn, Rosa Mendes, Summer Rae & Tamina Snuka vs. Brie Bella, Nikki Bella, Cameron, Eva Marie, JoJo, Naomi & Natalya el 24 de noviembre[21]